# Femniterga itaituba
Femniterga itaituba är en fjärilsart som beskrevs av Johnson 1988. Femniterga itaituba ingår i släktet Femniterga och familjen juvelvingar. Inga underarter finns listade i Catalogue of Life.